# Etcheridiegottine
Etcheridiegottine, jedna od skupina ili bandi Etchareottine ili Slavey Indijanaca, porodica Athapaskan, koji su živjeli na srednjem toku rijeke Liard u Kanadi. Među suvremenim Slavey bandama više se ne spominju. Možda imaju potomaka među Fort Liard ili Etchaottine Indijancima u Fort Liardu.